# Independence (Kansas)
Independence è un comune degli Stati Uniti d'America, situato nello Stato del Kansas, nella contea di Montgomery, della quale è anche capoluogo.